# Emile Calmes
Emile Calmes (* 3. Oktober 1954) ist ein luxemburgischer Politiker.

## Leben
Nach der Primärschule in Bettborn bei Préizerdaul besuchte er das Lycée classique in Diekirch. Danach begann er ein Studium in der Stadt Luxemburg, das er aber schnell aufgab. Anschließend arbeitete Emile Calmes an einem Bahnhofsschalter der Stadt Luxemburg.
1981 wurde Emile Calmes Bürgermeister in Préizerdaul. Er hat dieses Amt bis November 2011 ausgeführt.
1989 wurde Emile Calmes für die Demokratesch Partei in die Abgeordnetenkammer gewählt, der er vom 18. Juli 1989 bis Dezember 2007 angehörte. Oft verfolgte er eine Umweltideologie, die nicht von seiner Partei unterstützt wurde.
| Personendaten    | Personendaten                                   |
| ---------------- | ----------------------------------------------- |
| NAME             | Calmes, Emile                                   |
| KURZBESCHREIBUNG | luxemburgischer Politiker, Mitglied der Chambre |
| GEBURTSDATUM     | 3. Oktober 1954                                 |